# 奧采市鎮
奧采市鎮，曾是拉脫維亞的一個市鎮，設立於2009年，位於該國南部。人口8772人，面積517.8平方公里，人口密度約17人/km2。
2021年7月1日，奧采市鎮与其它市镇一起合并至多貝萊市鎮。

## 外部連結
- 多貝萊市鎮官方網站 （页面存档备份，存于） （拉脱维亚文） （英文） （俄文） （立陶宛文）